# Saint-Eugène-de-Ladrière
Pour les articles homonymes, voir Saint-Eugène, Eugène et Ladrière.
Saint-Eugène-de-Ladrière est une municipalité de paroisse située dans la municipalité régionale de comté de Rimouski-Neigette dans la région administrative du Bas-Saint-Laurent au Québec (Canada).

## Toponymie
Le nom de Saint-Eugène-de-Ladrière a été choisi en l'honneur du prêtre Eugène-Elzéar Pelletier, curé de Saint-Fabien de 1912 à 1937, et du prêtre Augustin Ladrière, premier curé de Saint-Fabien de 1855 à 1870 et de L'Isle-Verte de 1870 à 1875 avec la desserte de Saint-Paul-de-la-Croix,.

## Histoire
L'endroit est habité depuis 1860.
En 1930, la mission de Saint-Eugène-de-Ladrière est établie,. Les registres paroissiaux sont ouverts depuis le 30 janvier 1938. Le premier desservant résidant est Laurent Lavoie de 1942 à 1951,.
Le premier curé de la paroisse est Oscar Thibeault de 1959 à 1968,. Le 17 avril 1962, la paroisse est érigée canoniquement et elle est érigée civilement le 6 septembre suivant. La municipalité est créée la même année.

## Géographie
La municipalité est située à 25 km au sud-ouest de Rimouski au sud de Saint-Fabien.

## Hydrographie
Plusieurs cours d'eau du bassin versant de l'Estuaire maritime du Saint-Laurent coulent dans la municipalité.
La rivière du Bic traverse le nord de la municipalité en coulant vers le nord-est.
La rivière des Aulnes coule dans le nord-ouest jusqu'à sa confluence avec la rivière du Bic au nord-ouest du village.
À partir du Petit lac Rimouski, dans le nord-ouest, la Petite rivière Rimouski traverse la municipalité vers le nord-est.
La rivière Plate en traverse le nord-ouest en coulant vers le nord-est jusqu'à sa confluence avec la Petite rivière Rimouski.
La rivière des Accores traverse le centre de la municipalité vers le nord-est.
À partir du lac Thom, dans le centre-est, la rivière Noire coule vers le nord-est. 
À partir du lac des Baies, dans le sud-est, la rivière Blanche coule vers le nord-est. 
À partir du Grand lac Grand lac Touradi, dans le sud-ouest, la Petite rivière Touradi coule vers le nord-est. 
À partir du lac Boucher, dans le sud-est, la rivière à France coule vers le nord-est. 
À partir du lac Landry, dans le sud-ouest, la rivière Boucher coule vers le nord-est.
À partir du lac Chasseur, dans le sud-est, la rivière Brisson coule vers le sud-ouest.
Après une brève incursion dans le sud-est de la municipalité, la rivière Rimouski coule vers le nord-est.

## Démographie
| 1966 | 1971 | 1976 | 1981 | 1986 | 1991 |
| ---- | ---- | ---- | ---- | ---- | ---- |
| 622  | 636  | 595  | 600  | 561  | 512  |

| 1996 | 2001 | 2006 | 2011 | 2016 | 2021 |
| ---- | ---- | ---- | ---- | ---- | ---- |
| 479  | 474  | 441  | 421  | 378  | 413  |

## Économie
Les principales activités économiques de Saint-Eugène-de-Ladrière sont l'agriculture, l'élevage de bœuf de boucherie et l'exploitation de tourbières.

## Administration
Les élections municipales se font en bloc pour le maire et les six conseillers.
| Saint-Eugène-de-Ladrière Maires depuis 2001                                                                          |                |         |          |
| Élection | Maire          | Qualité | Résultat |
| 2001 | Gilbert Pigeon |         | Voir     |
| 2005 | Gilbert Pigeon | Voir    |          |
| 2009 | Gilbert Pigeon | Voir    |          |
| 2013 | Gilbert Pigeon | Voir    |          |
| 2017 | Gilbert Pigeon | Voir    |          |
| 2021 | Claude Viel    |         | Voir     |
| Élection partielle en italique Depuis 2005, les élections sont simultanées dans toutes les municipalités québécoises |                |         |          |